# Gottfried Döhler
Gottfried Döhler (* 26. Dezember 1938 in Weiler im Allgäu) ist ein deutscher Physiker.

## Leben
Döhler besuchte die Oberrealschule in Lindenberg im Allgäu. Nach dem Abitur 1958 studierte er an der TH Karlsruhe und der TH München Physik. 1968 wurde er in München zum Dr. rer. nat. promoviert. Von 1970 bis 1983 war er am Max-Planck-Institut für Festkörperforschung in Stuttgart, wo er sich mit den optischen und elektronischen Eigenschaften von Halbleiterübergittern beschäftigte. Die meisten seiner theoretischen Vorhersagen wurden im Lauf der nächsten Jahre experimentell bestätigt. 1984 erhielt er dafür den Walter-Schottky-Preis. Ab 1983 war er drei Jahre bei Hewlett-Packard in Palo Alto, Kalifornien. 1986 folgte er dem Ruf der Universität Erlangen auf den Lehrstuhl für Halbleiterphysik. Als Mitglied der Max-Planck-Forschungsgruppe hat er am Max-Planck-Institut für die Physik des Lichts und im Max-Planck-Institut für Astrophysik gearbeitet. Er war Gastprofessor der  Johannes Kepler Universität Linz.